# هیپوتارین
هیپوتارین (به انگلیسی: Hypotaurine) با فرمول شیمیایی C۲H۷NO۲S یک ترکیب شیمیایی با شناسه پاب‌کم ۱۰۷۸۱۲ است. که جرم مولی آن ۱۰۹٫۱۵ g/mol می‌باشد. 